# Mecranium purpurascens
Mecranium purpurascens är en tvåhjärtbladig växtart som först beskrevs av Dc., och fick sitt nu gällande namn av José Jéronimo Triana. Mecranium purpurascens ingår i släktet Mecranium och familjen Melastomataceae. Inga underarter finns listade i Catalogue of Life.